# Вікові дуби НАН
Вікові дуби НАН — ботанічна пам'ятка природи, що розташована на території Головної астрономічної обсерваторії НАН України   на площі 3 га в Голосіївському районі міста Києва. Заповідані 14 жовтня 1997 року розпорядженням № 1628 Київської міської державної адміністрації.

## Опис
Вікові дуби НАН - це біля 40 вікових дубів віком 300-400 років. Найбільші екземпляри досягають висоти 30 м та мають до 4,7 м в охопленні на висоті 1,3 м. 